# فيل سيمون
فيل سيمون (بالإنجليزية: Phil Simon)‏ هو كاتب وصحفي أمريكي، ولد في 14 يونيو 1972.

## وصلات خارجية
- الموقع الرسمي